# Singerie
Singerie är en konstform där apor avbildas aktiva i mänskliga sysselsättningar. Konstformen blev populär i början av 1700-talet. Den mest kände representanen var den franske målaren Christophe Huet (1700-1759).

## Galleri

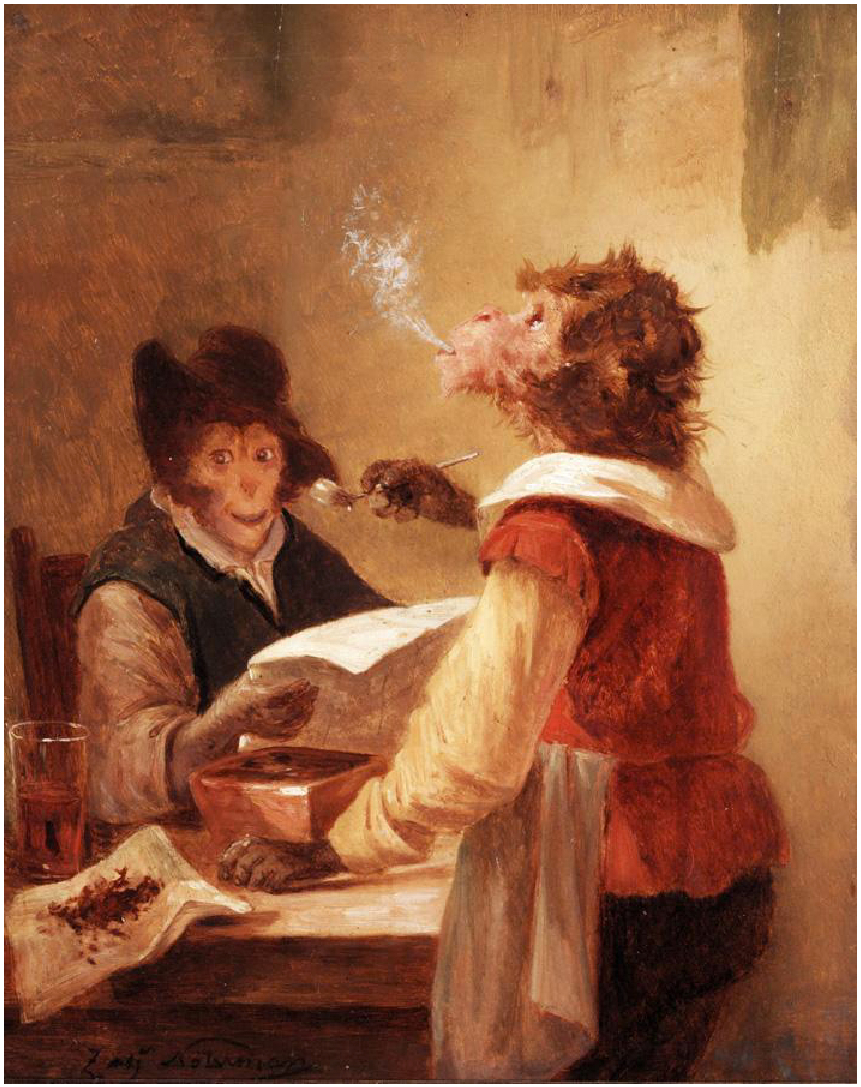
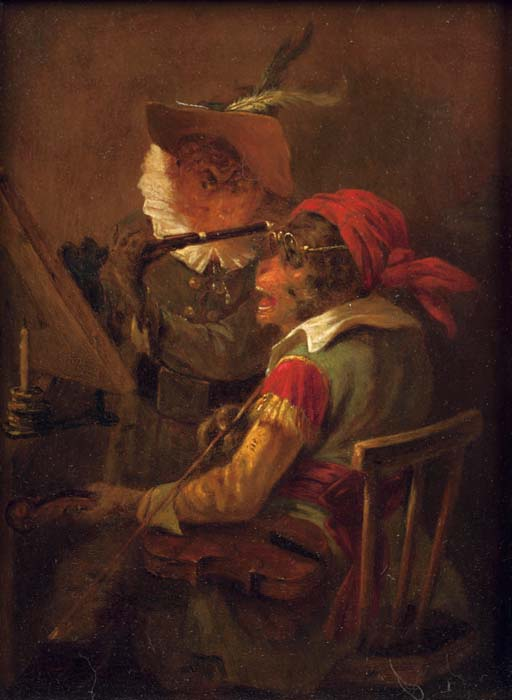
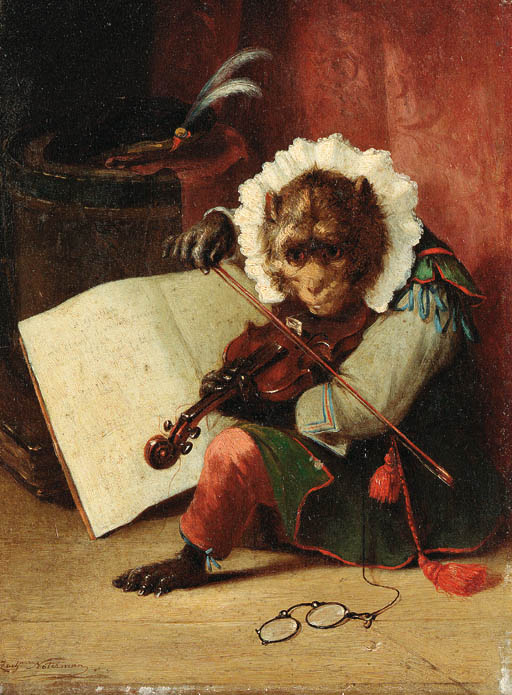
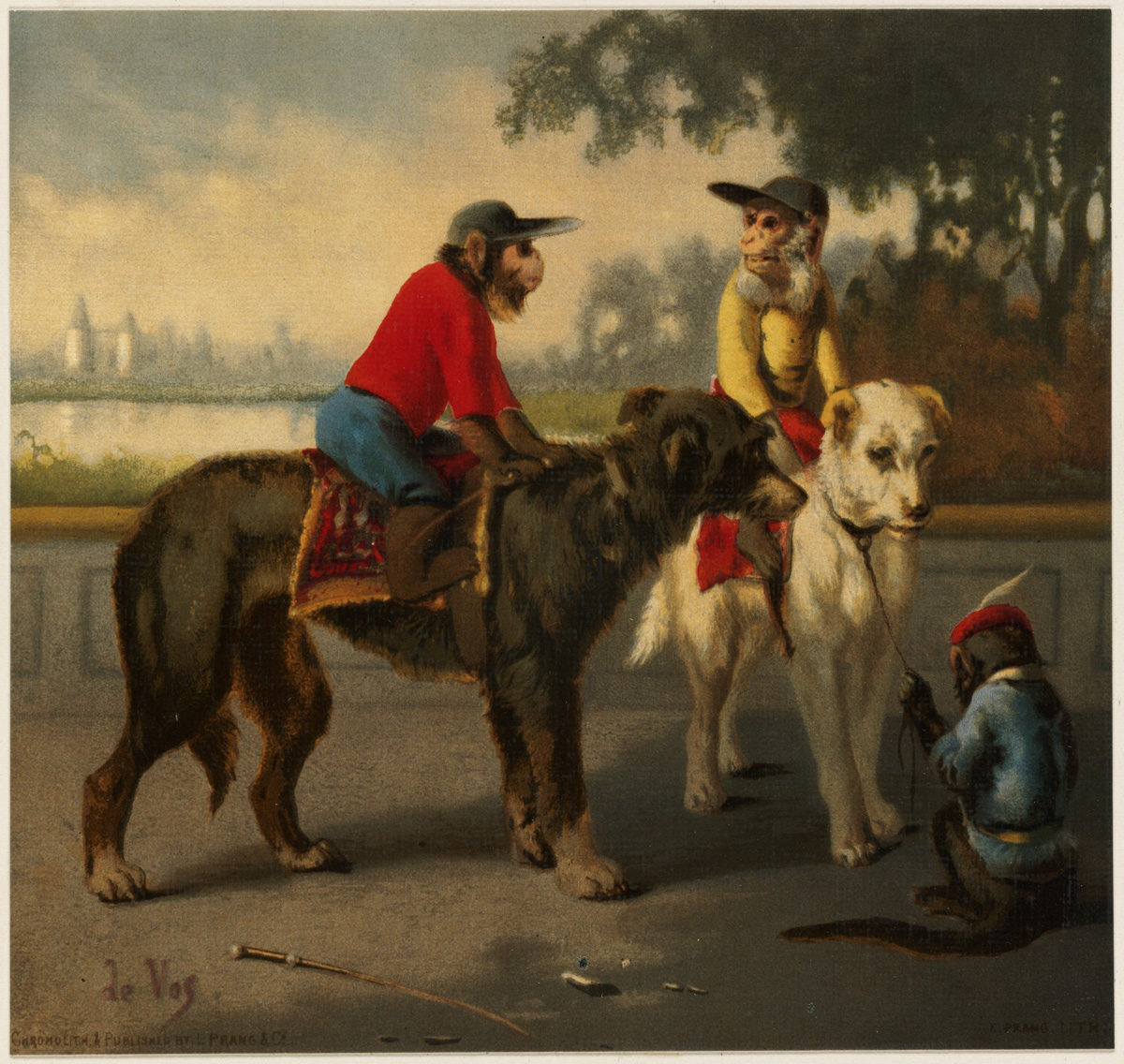